# Anne Kasprik
Anne Kasprik (* 11. Juni 1963 als Anne Kasprzik in Ost-Berlin) ist eine deutsche Schauspielerin.

## Leben
Anne Kasprik wuchs als Tochter des Regisseurs und Drehbuchautors Hans-Joachim Kasprzik (1928–1997) und der Fotografin Jutta Kasprzik in Ost-Berlin auf. Als Oberschülerin sammelte sie erste schauspielerische Erfahrungen am Arbeiter- und Studententheater in Teltow. Nach ihrem Abitur machte sie zunächst ein Regie-Volontariat beim Fernsehen der DDR und absolvierte von 1983 bis 1987 ein Schauspielstudium an der Hochschule für Schauspielkunst „Ernst Busch“ Berlin und an der Hochschule für Film und Fernsehen Potsdam.
In den 1980er Jahren war Kasprik mit einem Theaterdramaturgen liiert. Aus der Verbindung entstammt der gemeinsame Sohn Alexander Kasprik (* 1985), der ebenfalls den Schauspielberuf ergriff. 1991 lernte sie den israelischen Regisseur Oren Schmuckler kennen, den sie 1994 heiratete. Von 1992 bis 1998 lebte das Paar in Köln. 1999 zog Kasprik zurück nach Kleinmachnow.
Im November 2018 veröffentlichte sie unter dem Titel Ich aus dem Osten ihre Autobiografie im Eulenspiegel Verlag.

## Karriere
Erstmals vor der Kamera stand Kasprik 1983 als Jeanne Walk für die sechsteilige Fernsehserie Einzug ins Paradies, die erst im Jahr 1987 ausgestrahlt wurde. Ihr Filmdebüt gab sie unter der Regie von Gunther Scholz in dem im März 1987 uraufgeführten DEFA-Kriminalfilm Vernehmung der Zeugen in einer Nebenrolle als Viola. In dem sechsteiligen Fernsehfilm Sachsens Glanz und Preußens Gloria verkörperte sie unter der Regie ihres Vaters die Rolle der Gräfin Maria Magdalena von Dönhoff. Horst Zaeske besetzte sie an der Seite von Uta Schorn in der siebenteiligen Arztserie Bereitschaft Dr. Federau als Schwester Carola in einer der durchgehenden Hauptrollen. Zweimal ermittelte Kasprik als Unterleutnant Görz (1988) und Leutnant Ikser (1989) in der Krimireihe Polizeiruf 110, in der sie bis 2001 auch weitere Gastrollen spielte. Unter Konrad Petzold übernahm sie 1989 in dem DEFA-Märchenfilm Die Geschichte von der Gänseprinzessin und ihrem treuen Pferd Falada die Nebenrolle der Magd Marie. Hans-Werner Honert besetzte sie im gleichen Jahr in dem DEFA-Spielfilm Ein brauchbarer Mann als Kerstin Rudolf in einer tragenden Rolle.
Im wiedervereinigten Deutschland konnte Kasprik nahtlos an ihre Laufbahn in der DDR anknüpfen. Sie wirkte in signifikanten Haupt- und Nebenrollen in einer Vielzahl an Film- und Fernsehproduktionen. International bekannt wurde sie 1994 mit ihrer Rolle der Bridget in Terence Hills Westernkomödie Die Troublemaker, die Hills letzte Zusammenarbeit mit Bud Spencer war. In Jörg Grünlers DDR-Liebesdrama Romeo und Jutta spielte sie 2009 an der Seite von Wolfgang Stumph und Katja Riemann als Suse eine der Hauptrollen.
Kasprik übernahm neben ihren Auftritten in Kino- und Fernsehfilmen wiederholt Gastauftritte in Fernsehserien- und reihen, u. a. in Oppen und Ehrlich, Mordslust, Die Drei, Die Stadtindianer, Tatort, Der letzte Zeuge, In aller Freundschaft, Tierärztin Dr. Mertens oder in den verschiedenen SOKO-Sendeformaten des ZDF. Sie spielt auch einige feste Serienrollen. 1999 war sie in der Sat.1-Krankenhausserie Für alle Fälle Stefanie in mehreren Folgen als Elisabeth Darenfeld zu sehen. Seit 2007 verkörpert sie in der Polizeiserie Notruf Hafenkante in unregelmäßigen Abständen die Ehefrau des ehemaligen Revierleiters Polizeioberrat Martin Berger, welche vom Gericht als Betreuerin bestellt wird. In der ZDF-Telenovela Wege zum Glück – Spuren im Sand war sie 2012 in der Rolle der Wiebke Sieverstedt, einer Angestellten der Reederei Ahlsen, zu sehen.

## Filmografie

### Filme
- 1987: Vernehmung der Zeugen
- 1987: Sachsens Glanz und Preußens Gloria (Sechsteiler)
- 1988: Gabriel komm zurück
- 1989: Die Geschichte von der Gänseprinzessin und ihrem treuen Pferd Falada
- 1989: Ein brauchbarer Mann
- 1990: Drei Wohnungen
- 1990: Geschichten einer Nacht
- 1991: Der Tangospieler
- 1991: Der Zwerg im Kopf
- 1992: Eines Tages irgendwann
- 1993: Das Sahara-Projekt (Vierteiler)
- 1993: Barmherzige Schwestern
- 1994: Die Troublemaker
- 1995: Schlag weiter, kleines Kinderherz!
- 1996: Das erste Mal
- 2003: Karamuk
- 2003: Der Preis der Wahrheit
- 2005: Unkenrufe – Zeit der Versöhnung
- 2008: Plötzlich Millionär
- 2009: Romeo und Jutta

### Fernsehserien und -reihen
- 1987: Einzug ins Paradies (6 Folgen)
- 1988: Bereitschaft Dr. Federau (7 Folgen)
- 1988: Polizeiruf 110: Der Mann im Baum (Fernsehreihe)
- 1989: Polizeiruf 110: Gestohlenes Glück
- 1989: Polizeiruf 110: Der Wahrheit verpflichtet
- 1989: Rita von Falkenhain (3 Folgen)
- 1990: Flugstaffel Meinecke (6 Folgen)
- 1990: Polizeiruf 110: Falscher Jasmin
- 1990: Polizeiruf 110: Warum ich …
- 1990: Der Staatsanwalt hat das Wort: Hallo Partner (Fernsehreihe)
- 1990: Der Staatsanwalt hat das Wort: Blonder Tiger – Schwarzer Tango
- 1992: Oppen und Ehrlich (8 Folgen)
- 1993: Glückliche Reise – Arizona (Fernsehreihe)
- 1994: Tatort – Der schwarze Engel (Fernsehreihe)
- 1994: Tatort – Mord in der Akademie
- 1995: Tatort – Ein ehrenwertes Haus
- 1994: Die Weltings vom Hauptbahnhof – Scheidung auf Kölsch (12 Folgen)
- 1994–1995: Einsatz für Lohbeck (4 Folgen)
- 1995–1996: Kommissar Rex (verschiedene Rollen, 2 Folgen)
- 1995: Der Landarzt (Folge: Blumen für die Damen)
- 1995: Mordslust (Folge: Der Profi)
- 1996: Die Drei (Folge: Unschuldig)
- 1996: Die Stadtindianer (Folge: Und morgen bist du tot)
- 1996: Kurklinik Rosenau (Folge: Am seidenen Faden)
- 1996: Die Männer vom K3 (Folge: Der Deichmörder)
- 1996: Tatort – Schneefieber
- 1997–1999: Ein Fall für zwei (verschiedene Rollen, 2 Folgen)
- 1997: Der Kapitän (Folge: Den Tod im Nacken)
- 1997: Die Gang (4 Folgen)
- 1997: Ein Mord für Quandt (Folge: Die Reise nach Wien)
- 1997: Frauenarzt Dr. Markus Merthin (Folge: Wollwurst)
- 1997: Ein starkes Team: Mordlust (Fernsehreihe)
- 1998: Der letzte Zeuge (Folge: Die Nacht, in der ein Toter stirbt)
- 1998: Wolffs Revier (Folge: Lebendig begraben)
- 1998: Balko (Folge: Terror im OP)
- 1998: Alarm für Cobra 11 – Die Autobahnpolizei (Folge: Im Nebel verschwunden)
- 1998: Kommissare Südwest (Folge: Die Lüge)
- 1999: Stubbe – Von Fall zu Fall: Kein Tod ist wie der andere (Fernsehreihe)
- 1999: Heimatgeschichten (Folge: Annahme verweigert)
- 1999: Operation Phoenix – Jäger zwischen den Welten (Folge: Erntedank)
- 1999–2013: In aller Freundschaft (verschiedene Rollen, 4 Folgen)
- 1999: Für alle Fälle Stefanie (8 Folgen als Elisabeth Darenfeld, 2 Folgen als Gastdarstellerin)
- 2000: Die Wache (Folge: Gottesurteil)
- 2000: Jenny Berlin – Tod am Meer (Fernsehreihe)
- 2001: Polizeiruf 110: Kurschatten
- 2001–2006: Abschnitt 40 (38 Folgen)
- 2001–2007: Im Namen des Gesetzes (verschiedene Rollen, 2 Folgen)
- 2001–2019: SOKO Leipzig (verschiedene Rollen, 5 Folgen)
- 2002: Medicopter 117 – Jedes Leben zählt (Folge: Höhenangst)
- 2003: Die Sitte (Folge: Flüstertöne)
- 2003: Alphateam – Die Lebensretter im OP (Folge: Pflicht und Wahrheit)
- 2006–2024: SOKO Wismar (9 Folgen)
- 2007–2023: Notruf Hafenkante (16 Folgen)
- 2007: Tatort – Die Falle
- 2010: Stubbe – Von Fall zu Fall: Gegen den Strom
- 2011: Familie Dr. Kleist (Folge: Wehmut)
- 2011: Der Bergdoktor (Folge: Der Gang der Dinge)
- 2012: Wege zum Glück – Spuren im Sand (98 Folgen)
- 2018: Die Spezialisten – Im Namen der Opfer (Folge: Der Verrat)
- 2021: Tierärztin Dr. Mertens (3 Folgen)
- 2021: WaPo Berlin (Folge: Laubenpieper)

## Theater (Auswahl)
- 1987: Theodor Fontane: Frau Jenny Treibel (Hildegard) – Hans Otto Theater Potsdam
- 1989: William Shakespeare: Ein Sommernachtstraum (Elfe Erbsenblüte) – Maxim Gorki Theater Berlin
- 2010: Tim Firth: Kalender Girls (Cora) – Theater am Kurfürstendamm Berlin

## Autobiografie
- Anne Kasprik: Ich aus dem Osten. Neues Leben, Berlin 2018, ISBN 978-3-355-01873-9.